# Symphonie no 96 de Joseph Haydn
« Le miracle »
La Symphonie no 96 en ré majeur dite « Le miracle » Hob. I: 96, est une des premières, sinon la première dans l'ordre de composition, des douze symphonies londoniennes de Joseph Haydn. Elle date du premier voyage du compositeur à Londres. Son titre provient d'un incident qui, en réalité, se produisit lors de la première audition de la 102e symphonie, le 2 février 1795. Alors que les spectateurs du premier rang s'étaient levés de leur siège pour voir de plus près le compositeur et chef d'orchestre, un lustre tomba du plafond sur les places laissées vides. Aucun spectateur ne fut blessé.

## Situation de l’œuvre: le premier voyage à Londres (1791)
Le prince Antoine Esterházy (en), âgé de cinquante-deux ans, héritier du titre et des biens de son père, n’avait aucun goût pour la musique. Aussitôt après la mort de Nicolas, il licencia l’orchestre et la Chapelle, ne gardant que la musique militaire. Haydn était libre. Il s’installa à Vienne où il reçut la visite d’un inconnu qui n’était autre que l’organisateur de concerts londonien, Johann Peter Salomon. En revenant d’un voyage en Italie, celui-ci avait lu dans un journal de Cologne l’annonce de la mort du prince Nicolas Esterházy. Il n’hésita pas à revenir sur ses pas, se précipita chez Haydn pour lui proposer un accord.
Haydn accepta donc les termes du contrat suivant : il s’engageait à faire le voyage à Londres pour y diriger vingt concerts, comportant chacun une première audition d’une œuvre de lui. De plus, il devait composer un opéra pour l’impresario Gallini et six symphonies pour les concerts Salomon. Il recevrait trois cents livres sterling pour l’opéra, autant pour les six symphonies, deux cents pour le copyright, deux cents pour sa participation aux vingt concerts et deux cents de garantie sur les bénéfices.
Haydn partit le 15 décembre, ses amis avaient vainement essayé de le dissuader d’entreprendre un voyage aussi lointain, comme Mozart lui-même : « Cher papa, vous n’êtes pas fait pour courir le monde, et vous parlez trop peu de langues. » « La langue que je parle est comprise dans le monde entier », répondit Haydn. Le jour du départ, Mozart tint longuement ses mains dans les siennes et, poussé par un sombre pressentiment, lui dit : « Je crains, mon père, que nous soyons en train de nous faire les derniers adieux. »
L’Academy of ancient music, que dirigeait Salomon était en mesure de donner le 11 mars, le premier des vingt concerts annoncés : Haydn y dirigea la première des symphonies « londoniennes » et les concerts suivants eurent lieu tous les vendredis à 8 heures. Le public était composé de la meilleure société londonienne, le prince de Galles vint dès le second concert. Le dernier se tint le 3 juin. On ne sait pas exactement à quel concert fut présentée la Symphonie no 96. Peut-être au septième (29 avril).
Le succès de Haydn à Londres et en Europe se trouvait au cœur du grand mouvement d’évolution de la vie musicale, en particulier dans le domaine de l’édition. À cette époque, la classe moyenne accédait à une nouvelle situation sociale, et la profession musicale suivait le mouvement qui apparut dans d’autres sphères sociales, de plus en plus pénétrées par l’entreprise libérée, qui approvisionnait le marché grandissant régit par les lois de l’offre et de la demande.
Dans le dernier quart de siècle, le rôle et la fonction du mécénat commençait à décliner, et les changements de la position économique du musicien se dessinaient avec force. La rupture des liens de Haydn avec Esterhazy et son départ pour Londres avaient donc une portée autant symbolique qu'historique.
Vers 1790, l’Angleterre favorisée par sa situation démographique et par les structures de son agriculture, commençait bien avant les autres pays (France et Allemagne) son développement économique, et industriel. Lancée avec le textile, la révolution des techniques fut bientôt relayée par celle du charbon et de l’acier, avec le concours de la nouvelle machine à vapeur. Démarrage puissant, aux horizons mondiaux : la Grande-Bretagne était bientôt capable d’inonder le monde avec ses exportations dont le volume crût énormément entre 1780 et 1800.
Il existait donc à Londres une grande bourgeoisie bancaire et industrielle qui créait et maîtrisait des moyens de production toujours plus importants. Elle avait provoqué avec hardiesse la révolution industrielle et en recueillait les avantages. Elle se renouvelait par osmose constante avec la moyenne, la petite bourgeoisie ou l’aristocratie ancienne dont elle partageait le goût pour les concerts symphoniques, pour la musique de chambre et l’opéra. Ces personnes formaient le public que rencontra Haydn lors des concerts londoniens.
À la création de la symphonie no 104 lors du second voyage à Londres en 1795, Haydn nota dans ses carnets : « une nouvelle symphonie en ré, la douzième et dernière des anglaises… L’auditoire était très satisfait, et moi aussi. Cette soirée m’a rapporté 4 000 florins florins. Une telle chose n’est possible qu’en Angleterre ». À titre de comparaison, la pension annuelle qu’Haydn touchait alors de la famille Esterhazy était de 1 000 florins.

## Instrumentation
| Instrumentation de la 96e symphonie                                  |
| Cordes                                                               |
| premiers violons, seconds violons, altos, violoncelles, contrebasses |
| Bois                                                                 |
| 2 flûtes, 2 hautbois, 2 bassons                                      |
| Cuivres                                                              |
| 2 cors, 2 trompettes                                                 |
| Percussions                                                          |
| timbales                                                             |

Lors de la création Joseph Haydn dirigeait l'orchestre au pianoforte.

## Analyse
La forme de cette symphonie correspond à celle de la symphonie classique en quatre mouvements.

### Adagio et Allegro de forme sonate

#### Adagio
Ici, comme dans toutes les symphonies londoniennes (sauf la 95e qui est aussi la seule à être en tonalité mineure), l’allegro initial est précédé d’une introduction lente. L’introduction établit la tonique, ici ré majeur, ton de la grandeur et de l'allégresse. D’emblée le motif récurrent AA est énoncé, fort et à l’unisson.

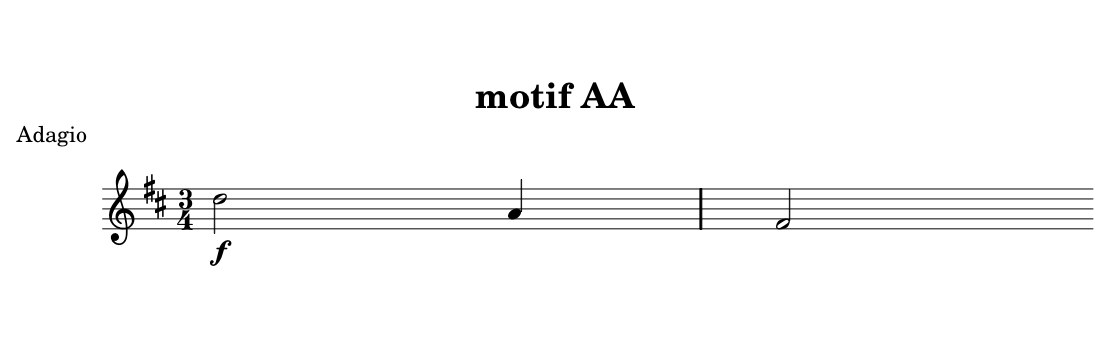
motif récurrent AA

Ce motif est à l’origine de presque tous les principaux thèmes de la symphonie. Que peut-on en dire ? Il est formé de trois notes. Renversé, il donne une série de tierces. Or le nombre trois se trouve partout dans la symphonie: il en régit les proportions, le rythme, la structure des thèmes et des motifs, et jusqu’au rapport des mouvements métronomiques entre les différentes parties.
Après l’unisson initial de tout l’orchestre, le motif AA est immédiatement renversé et diminué aux premiers violons. La mélodie prend ensuite un tour gracieux puis c’est la réexposition, cette fois en mineur (mesure 7). Il y a alors un détail dynamique intéressant: les hautbois jouent, en plein tutti, la note pédale ré piano, puis crescendo. Ici la solitude du hautbois, conforme à son caractère pastoral, présage du rôle important qu’il sera appelé à jouer quelques mesures plus loin à la fin de l’introduction. Le passage au mode mineur est l’occasion d’entendre les douces harmonies du second degré mineur et de la sixte napolitaine. La pédale du hautbois est reprise par les cors, cette fois à la dominante (mesure 12), puis par les cordes. À la fin, la mélodie plaintive du hautbois n’est autre que la transposition et diminution du motif récurrent AA, et sa variation menant au point d’orgue.

#### Allegro
Exposition
Le thème principal, que l’on appellera A, s’élance d’abord, piano, aux seconds violons, bassons et altos (motif c) puis passe aux premiers violons.

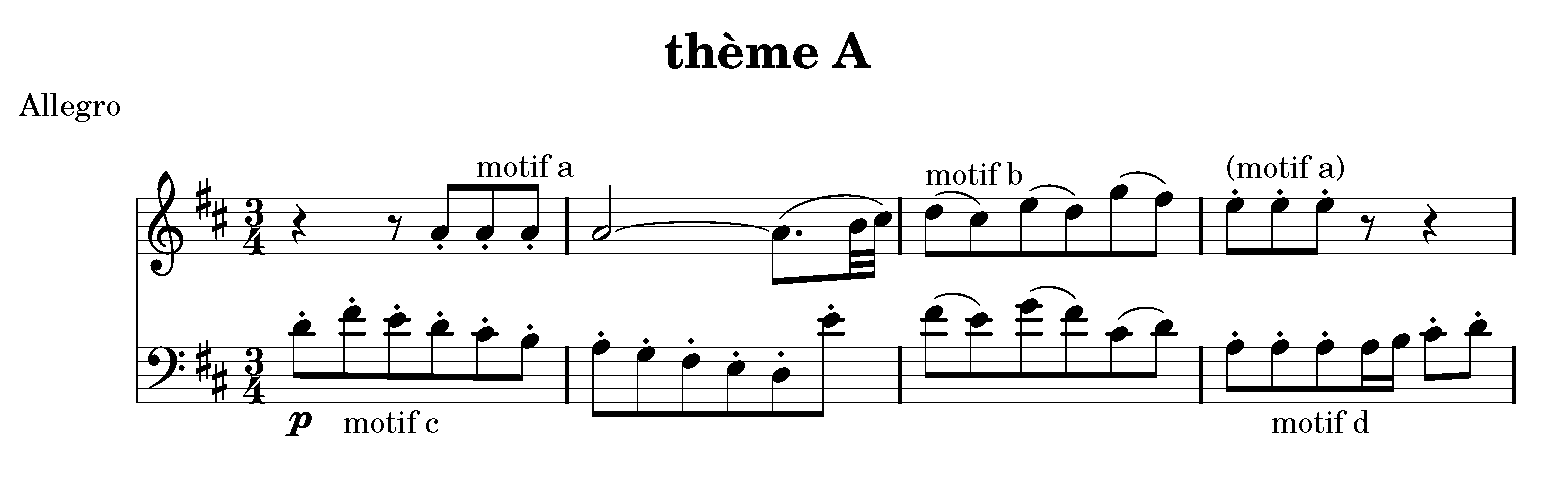
relevé du thème principal et de ses motifs

Il est remarquable que le motif a fait d’abord figure d’accompagnement avant qu’on prenne conscience qu’il était en réalité l’élément principal du thème. Cette technique d’un motif d’accompagnement se transformant imperceptiblement et sans rupture en voix mélodique principale est une caractéristique du phrasé classique. Elle était apparue pour la première fois chez Haydn avec les quatuors opus 33 de 1781. Ici le compositeur a d’autant moins besoin d’accentuer le motif a que celui-ci est déjà apparu aux violons dans l’introduction (mesures 15 et 16), certes trois fois plus lentement mais suffisamment clairement pour qu’on en ait le souvenir en ce début de l’allegro. Cette première phrase fait sept mesure (et non pas huit comme on s’y attendrait) du fait que le conséquent est amputé de sa dernière mesure (motif d). Haydn s’en souviendra à la fin de l’exposition puisqu’il « rendra » la mesure manquante quatre fois juste avant la barre de reprise !
La deuxième phrase consiste en puissantes fanfares (avec motif a martelé à la timbale) et traits de violons sur pédale de tonique aux basses.
Suit une nouvelle exposition où le thème principal s’agrémente d’un gracieux contrepoint du hautbois avec le motif e entendu mesure 25, et a. Même carrure de sept mesures, puis nouvelles fanfares plus puissantes encore, cette fois mêlées au motif récurrent AA. Après ce premier groupe thématique, le « pont » commence à la mesure 49. D’abord forte et à tout l’orchestre, il est constitué du motif c joué cette fois legato (aux vents), du motif a omniprésent, et de formules conventionnelles issues de e qui vont par le troisième degré au V du V du V.

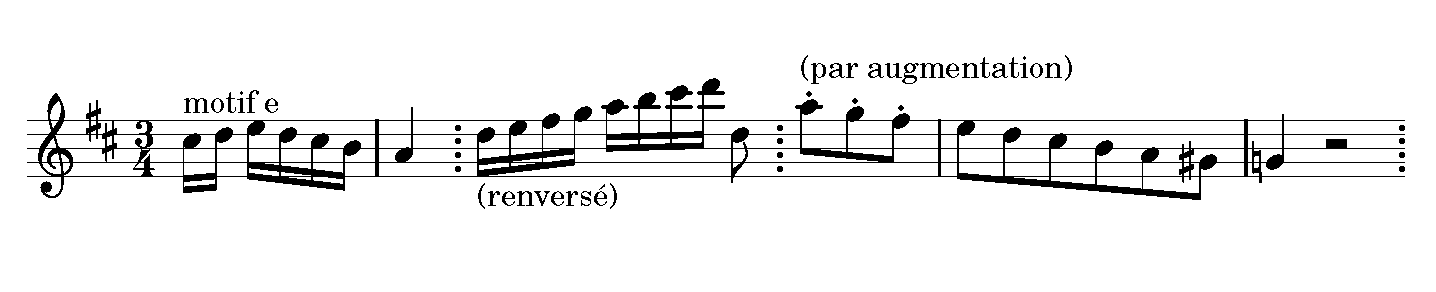
différents aspects du motif e

Il apparaît alors un nouveau thème, appelons-le B, joué piano et staccato à la dominante de la dominante. Basé sur une gamme chromatique, il est immédiatement contrepointé en augmentation et renversé, puis la nouvelle tonalité s’établit définitivement avec une légère et souple mélodie des violons issue de b. Le deuxième groupe thématique à la dominante, relativement court, ne présente pas une différence de caractère marquée avec le début de l’exposition. Au contraire, il s’agit d’une variante A’ du thème principal (quatre mesures forte puis quatre piano); puis de la mesure « oubliée » du début, répétée quatre fois en dialogue antiphonique. Vient alors la reprise.
Développement
La deuxième partie du mouvement comporte huit sections bien distinctes mais non compartimentées, sauf entre la cinquième et la sixième (fausse réexposition). Ces huit parties sont précédées de deux mesures de transition (motif a) sur l’accord de septième diminuée.
On a d’emblée une nouvelle variante A’’ du thème principal en si mineur suivi d’une sorte de prolifération de la cellule b qui envahit bientôt toutes les voix pour moduler en mi mineur. Ensuite, le motif éclate littéralement et se voit éparpillé entre les cordes et les bois qui dialoguent piano. Ici, Haydn s’amuse à troubler la perception de la mesure par de subtils déplacements d’accent, tandis que les carrures s’accélèrent pendant la liquidation de b (six, quatre puis deux mesures). Nouvelle section, en Do, avec le thème A’ joué énergiquement sur pédale des basses (on remarque, en arrière-plan, le motif AA). En modulant au mode mineur, la mélodie devient plus résolue encore (sforzando sur chaque premier temps). La section suivante voit l’apparition d’un nouveau thème, appelons-le C, présentant un profil accidenté assez inhabituel depuis le début de la symphonie, ainsi qu’une articulation particulière (trois notes liées et trois détachées) chevauchant la barre de mesure. Cette curiosité rythmique est encore plus accentuée ensuite par un sforzando sur la deuxième croche, ce qui conduit à un premier sommet, en Sol. Le sommet se prolonge dans une nouvelle section en si mineur. On réalise alors que le Sol précédent était en fait une appoggiature de la dominante Fa dièse; cette tension harmonique se traduit ici par de puissants unissons des cuivres, tandis que les violons jouent fortissimo une variante de b.
Deux mesures de silence sont nécessaires pour reprendre haleine. Puis Haydn se livre à une véritable plaisanterie musicale dont il a le secret: il s’agit d’une « fausse » réexposition en Sol majeur. Le trait d’humour vient ici du fait qu’un passage du développement par la sous-dominante était alors un lieu commun de la sonate classique, et ce depuis le milieu du XVIIIe siècle. Or le public mélomane et connaisseur des concerts londoniens ne pouvait certainement pas se laisser abuser par un tel procédé. L’aspect comique de cette fausse réexposition est accentué par les deux mesures de silence qui la précèdent.
Il ne reste plus qu’à moduler pour revenir à la dominante, ce que fait un nouvel épisode forte rempli des formules virtuoses conventionnelles de gammes et d’arpèges, Le développement se termine doucement aux cordes par une transition (avec un écho du passage sur b à la deuxième section).
Réexposition
Il est évident que le matériau de l’allegro, fait de très courts motifs se combinant à grande vitesse, et sans véritable « second thème » à la zone de la dominante, ne nécessitait pas de reprise textuelle avec résolution symétrique à la tonique. Logiquement, la réexposition est donc sensiblement plus courte que l'exposition (cinquante mesures contre soixante-six mesures). Le thème principal connaît de subtiles modifications dans le domaine de l'orchestration: doublure des premiers violons au hautbois, contrepoint à la flûte et – c'est une nouveauté- aux cors. Mais le principal événement de la réexposition est l’apparition en pleine lumière du motif récurrent AA à la mesure 195 fortissimo, véritable climax du premier mouvement qui emmène tout l’orchestre vers la conclusion triomphale de ce brillant morceau.

### Andante de forme ternaire (lied) ABA avec coda, en Sol majeur
Première partie A
Le thème principal a est issu du renversement du motif récurrent AA. Avec son caractère gracieux, il semble d'abord tout à fait conforme aux affects liés à la tonalité de Sol majeur: doucement joyeux, tendre et gai. Mais il y a quelque chose de haletant dans son rythme pointé (mesures trois et quatre) qui fait penser à une sorte de marche un peu anxieuse. Cette inquiétude latente au début éclatera avec force dans le fugato de la partie B qui préfigure l'épisode central du mouvement lent de la Symphonie no 3 de Beethoven, autre marche -mais cette fois funèbre, et en ut mineur !
Après une fanfare forte à l'unisson, la phrase b module doucement vers la dominante (belles harmonies de sixte et quinte diminuée). Puis le motif initial de l'Allegro fait une brève mais remarquable apparition à la timbale (mesure douze, nuance forte). Cette récurrence d'un motif à travers les différents mouvements d'une symphonie est assez remarquable à cette époque pour être notée, et sera une caractéristique du style de maturité de Beethoven, quelques années plus tard.
Le retour de la tonique et de a s'agrémente de douces sonneries de cors et bassons imitant les cors; puis soudain, en plein milieu de la mesure vingt-cinq, éclate le forte extraordinaire du fugato en sol mineur.
Deuxième partie B
La surprise du forte subito en mineur est grande, et l'effet est saisissant, mais -comme on l'a vu- il y avait dans le premier thème le germe de cet épisode sévère et dramatique. On est donc ici en présence d'un véritable fugato, d'une mini fugue si l'on veut avec exposition, divertissement et strette. Son sujet n'est autre que l'amplification du thème principal, que le mode mineur et ses harmonies de septièmes diminuées rendent beaucoup plus douloureux et instable. L'écriture pour les vents est particulièrement magnifique avec ses dissonances (secondes mineures), ses nombreux croisements et ses grands intervalles expressifs. Elle fait immanquablement penser à Bach (fugato du Kyrie de la Messe en Si, début de la Passion selon saint Matthieu). Un divertissement en Si bémol apporte une éclaircie avec sa nuance piano et ses pizzicatos des cordes graves, puis c'est le retour forte du sujet en mineur. Les grands accords et trilles des cordes, ajoutés, au retour de la timbale forment un premier sommet dans ce mouvement, juste avant que la pédale de dominante ne conduise à la fin de cette section, véritable orage d'une grande concentration, que seul un long silence peut dissiper enfin (mesure quarante cinq).
Troisième partie A
Il s'agit de la reprise quasi textuelle de la première partie, à la différence que la première phrase n'est exposée qu'une fois, et avec doublure de la flûte solo. La troisième phrase en est une variation aux premiers violons. Une transition conduit à une cadence avec l'accord de sixte et quarte surmonté d'un point d'orgue.
Coda
L'épisode en fugato avait une telle force qu'une longue coda est rendue nécessaire afin de résoudre la tension engendrée par la dissonance à grande échelle d'un thème dramatique en mineur. C'est à la fois par la constante réitération du thème fugué, mais cette fois piano en majeur, et par l'extrême finesse de sa texture orchestrale, que la coda y parvient. Elle prend la forme d'un concerto grosso (concerto à plusieurs solistes et ripieno) où l'impresario des concerts londoniens Salomon tenait certainement une partie de violon solo lors de la création.
Il y a, à la mesure soixante-douze, une très belle modulation à la tierce inférieure Mi bémol, presque schubertienne. Avec sa subtile orchestration mélangeant pizzicatos et tenues d'archets, et ses rares nuances pianissimos, ce passage constitue le véritable climax du deuxième mouvement. L’Andante se termine sereinement et doucement après un long point d'orgue sur l’accord de dominante orné d'un trille délicat.

### Menuetto
La structure de ce mouvement épouse la forme classique du menuet à trois phrases avec reprises, trio et menuet da capo.

#### Menuetto
Introduction du Menuetto:
La lecture audio n'est pas prise en charge dans votre navigateur. Vous pouvez télécharger le fichier audio.
Première partie
Une fois de plus, le thème principal est dérivé du motif récurrent AA. D’autre part il présente le même rythme de base que le motif initial de l’Allegro (trois notes brèves et une longue), également présent –on l’a vu- à la timbale dans l’Andante. D’une manière générale, toutes ces récurrences donnent une très forte unité aux différents éléments de la symphonie. Ce thème (appelons-le a) présente lui-même une structure ternaire: motif d’arpège ascendant, gamme ascendante, motif d’arpège descendant. Il est accompagné de fanfares aux cuivres et à la timbale, qui accentuent son caractère majestueux et presque pompeux. À la mesure cinq, sur une pédale de dominante, on découvre un nouveau thème b qui contraste par son orchestration subtile (flûtes et cors avec les cordes), sa nuance piano et son articulation de deux en deux. Ici, il faut bien insister sur la différence de caractère car, chez Haydn, le fait de trouver un second thème doux et chantant qui contraste avec un premier thème plus martial (autrement dit, une structure correspondant à la norme XIXe siècle de la forme sonate) est assez rare pour être souligné.
Après cette première et courte exposition, le thème a prend en son retour le chemin d’une modulation à la dominante, et le thème b confirme la nouvelle tonalité par une cadence appuyée en La. Entre les deux, on remarque le hautbois qui se distingue une nouvelle fois en entrant une mesure « trop tôt » à la mesure quatorze.
Deuxième partie
La deuxième période du menuet présente un nouveau thème c qui, par son caractère et ses fanfares, se rapproche du thème principal. Il est très brièvement développé, puis une demi-cadence annonce la troisième période et le retour de a, identique à sa première apparition. Par contre, le thème b présente un intéressant développement: une sorte de prolifération de sa cellule de deux notes liées sur une pédale de dominante aux cors et syncopes des cordes graves, piano. Ici le temps est comme suspendu, le menuet perd son allure dansante et c’est le passage le plus original du morceau, son climax. Ensuite, les joyeux tutti et les fanfares emmènent le menuet vers sa conclusion tranquille et solennelle.

#### Trio
Première reprise du Trio (partie de flûte) :
La lecture audio n'est pas prise en charge dans votre navigateur. Vous pouvez télécharger le fichier audio.
Le trio présente la même forme à trois périodes avec reprises, mais en plus court (trente-deux mesures contre cinquante-deux pour le menuet) et à un seul thème. Il ressemble beaucoup au trio du Quintette K. 614 de Mozart composé en avril de la même année: même mélodie nonchalante de Ländler, mêmes basses de musette évoquant l'orgue de barbarie ou la vielle à roue. Haydn l’a-t-il connu ? On peut le supposer car il s’intéressait de très près à la musique de Mozart et, à cette époque, la diffusion de la musique imprimée était déjà très développée dans toute l’Europe. Une chose est sûre: le morceau d’Haydn est à peu près contemporain de celui de Mozart, et les hommages réciproques que se rendaient les deux génies de la musique classique viennoise sont nombreux. Le trio d’Haydn est donc typiquement autrichien, mais plutôt populaire et provincial alors que le menuet était viennois et aristocratique. Vers la fin, la reprise du thème principal (mesure 69) se colore de douces sonneries de cors; et il y a un passage étonnant où le hautbois semble hésiter, avant de se réveiller soudain après un long silence (arpège de triples croches), pour enfin jouer tranquillement la fin de sa phrase. Avec son élégance, sa fausse simplicité et son charme irrésistible, ce trio préfigure le Schubert des danses pour piano: les nombreuses valses, ländler et autres deutsche des années 1820.
Le menuet est repris intégralement avec ses reprises.

### Vivace (assai) de forme Rondo ou Rondo-sonate
Première reprise du Vivace assai:
La lecture audio n'est pas prise en charge dans votre navigateur. Vous pouvez télécharger le fichier audio.
Il n’est pas impossible, comme le fait Marc Vignal dans le Guide de la musique symphonique, de voir dans ce quatrième mouvement « un rondo monothématique à deux couplets (dont le premier en mineur) et coda ». Pourtant, les proportions ne sont pas strictement celles d’un rondeau classique: la première apparition du refrain A est anormalement longue (presque le tiers du morceau); son retour est très bref, dix-sept mesure seulement; le premier couplet B, dramatique, en ré mineur présente un nouveau thème bien caractérisé en Fa (ton relatif de ré mineur); le deuxième couplet C a clairement une texture de type développement avec fragmentation des thèmes, modulations et entrées rapides en imitation.
Le premier refrain A, avec son thème basé sur le motif récurrent AA, présente lui-même une structure de type sonate monothématique: une première section reprise intégralement allant de la tonique à la dominante (exposition), une deuxième (développement) passant par la sous-dominante, suivie d’un « pont » ramenant le thème principal à la tonique (réexposition).
Certes, ce refrain présente bien un caractère de rondo et le mouvement dans son ensemble sonne bel et bien comme un rondo. Mais on voit bien comment la technique sonate, c’est-à-dire la polarisation dramatique autour de la tonique et de la dominante (ou du mineur et son relatif) est omniprésente ici. Comme le dit C. Rosen, « le rondo sonate est donc une version distincte de la forme sonate finale, peut-être le plus efficace des schémas mis au point dans cette intention. Il ne résulte pas de la fusion de deux formes indépendantes préexistantes, mais de l’inflexion stylistique et de la transformation d’une seule forme préexistante, le rondo, remarquable pour l’aisance avec laquelle il répond aux besoins du mouvement conclusif à la fin du XVIIIe siècle ».
La coda, exactement comme dans le deuxième mouvement de la symphonie, a pour rôle de dissiper et de résoudre la tension engendrée par le deuxième thème dramatique en mineur. Son caractère jubilatoire et même triomphal est donc à la mesure de l’âpreté du premier couplet. Ainsi on peut voir en la coda, après un premier sommet placé classiquement à la fin du développement juste avant le retour du refrain, le véritable climax du Finale, et même peut-être de toute la symphonie.

### Discographie sélective
- Franz Brüggen, Orchestra of the 18e century, Philips
- Antal Dorati, Philharmonia Hungarica, Decca
- Nikolaus Harnoncourt, Concertgebouw Orchestra Amsterdam, Teldec
- Christopher Hogwood, Academy of ancient music, Decca
- Eugen Jochum, London Philharmonic Orchestra, Deutsche Grammophon
- Neville Marriner, Academy of St. Martin-in-the-Fields, Philips
- Georges Szell, Cleveland Symphony Orchestra, CBS

### Ouvrages de référence
- Pierre Barbaud, Haydn, Seuil
- Naji Hakim, Guide pratique d’analyse musicale, Combre
- André Hodeir, Les formes de la musique, PUF
- Brigitte Massin, Histoire de la musique occidentale, Fayard
- Jean-Pierre Rioux, La révolution industrielle, Seuil
- Charles Rosen, Le style classique, Gallimard
- Charles Rosen, Formes sonate, Actes sud
- François Sabatier, Miroirs de la musique, Fayard
- François-René Tranchefort (direction), Guide  de la Musique Symphonique, Paris, Fayard, coll. « Les indispensables de la musique », 1998 (1re éd. 1986), 896 p. (ISBN 2-213-01638-0), p. 324
- Marc Vignal, Joseph Haydn, Paris, Fayard, coll. « Bibliothèque des grands musiciens », 1er janvier 1989, 1534 p. (ISBN 2-213-01677-1), p. 1289